# Fleury (Aude)
Fleury (okzitanisch Fluris) ist eine französische Gemeinde mit 4071 Einwohnern (Stand 1. Januar 2022) im Département Aude in der Region Okzitanien; sie gehört zum Arrondissement Narbonne und zum Kanton Les Basses Plaines de l’Aude.

## Geografie
Fleury, das früher Pérignan hieß, liegt etwa zwölf Kilometer von Narbonne und 15 Kilometer von Béziers entfernt. Sie ist die östlichste Gemeinde des Départements Aude. Die Gemeinde besteht aus den drei Siedlungen Fleury-d’Aude, dem historischen Ort im Hinterland, dem Badeort Saint-Pierre-la-Mer, der Fischersiedlung Les Cabanes de Fleury an der Mündung der Aude und einigen Weilern und Einzelhöfen. Das rechte Ufer der Aude liegt auf seinen letzten zehn Kilometern bis zur Mündung ins Meer komplett auf dem Gebiet der Gemeinde Fleury, der Weiler La Bâtisse Haute am linken Ufer der Aube, die teilweise die Grenze zum Département Hérault bildet. Der östlich der Autoroute A9 gelegene Gemeindegebiet ist Teil des Regionalen Naturparks Narbonnaise en Méditerranée. 

## Bevölkerungsentwicklung
- 1962: 2014
- 1968: 2030
- 1975: 1877
- 1982: 2027
- 1990: 2264
- 1999: 2547
- 2006: 3146
- 2018: 3801

## Sehenswürdigkeiten
- Romanische Kirche Saint-Martin
- Kapelle Notre-Dame de Liesse (17. Jahrhundert)
- Étang de Pissevache
- Gouffre de l’Œil Doux, eine Doline im Massif de la Clape
- Strände von Saint-Pierre-sur-Mer und von Les Cabanes de Fleury

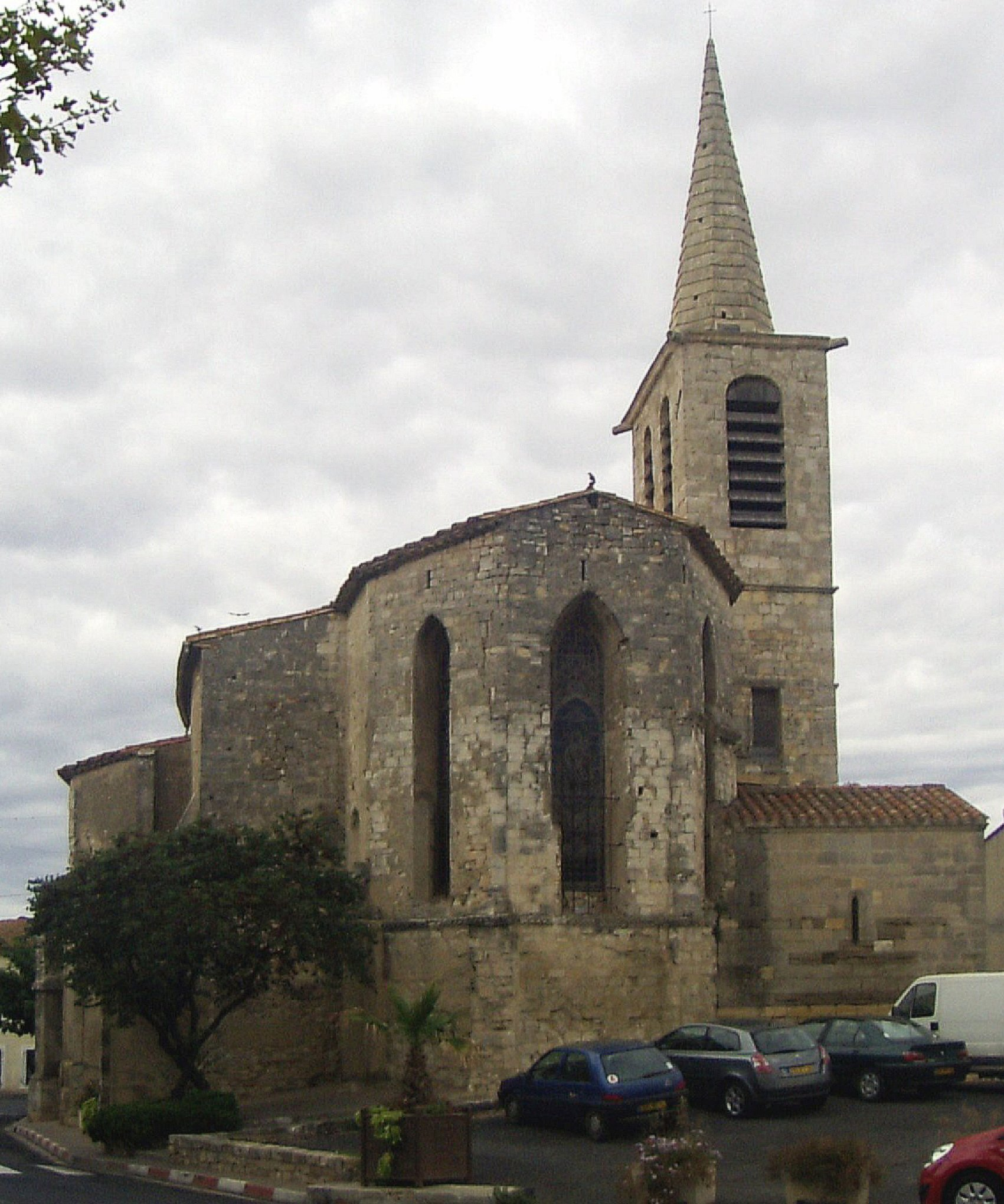
Die Kirche Saint-Martin
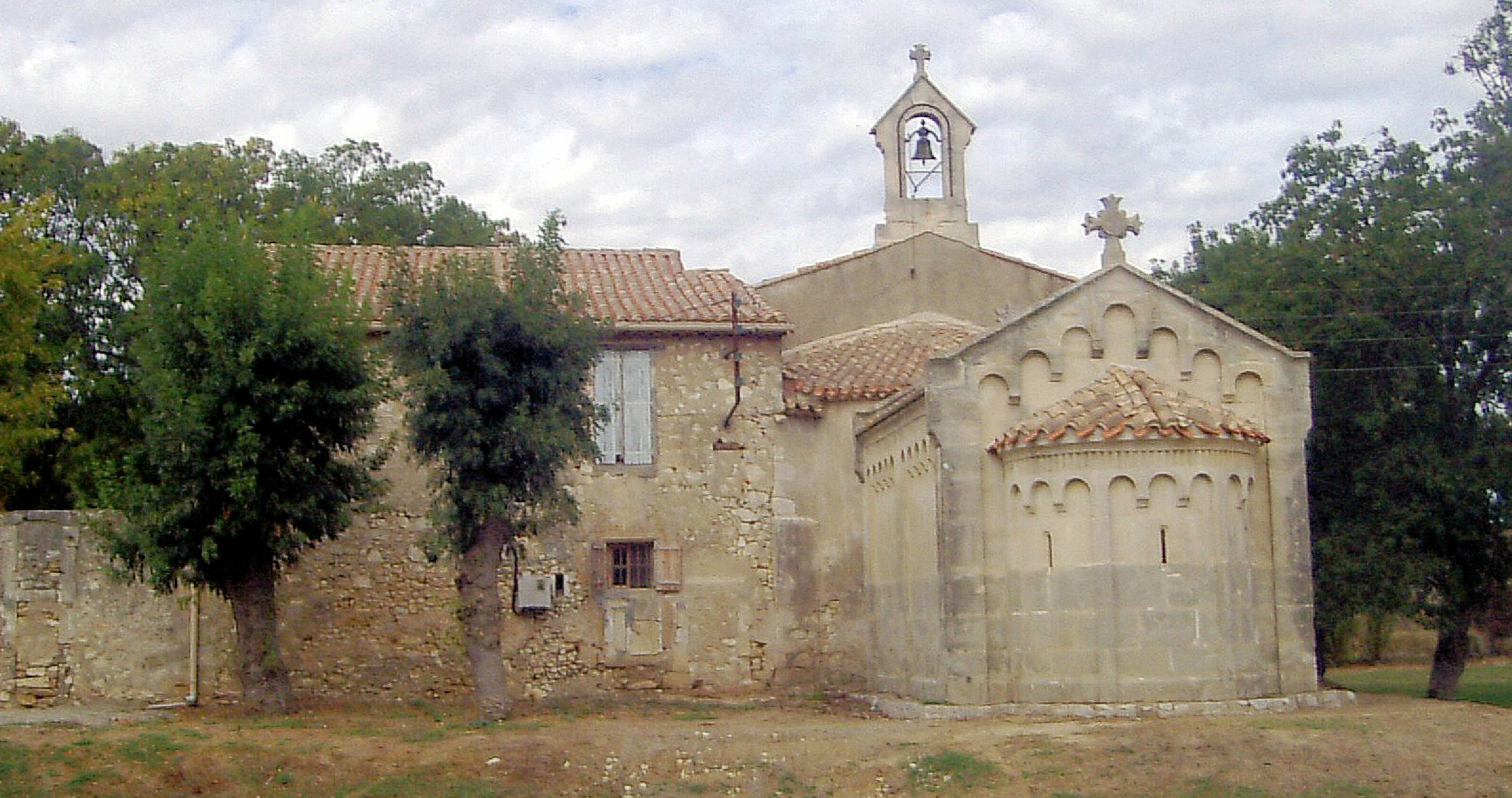
Die Kapelle Notre-Dame de Liesse, Südostseite
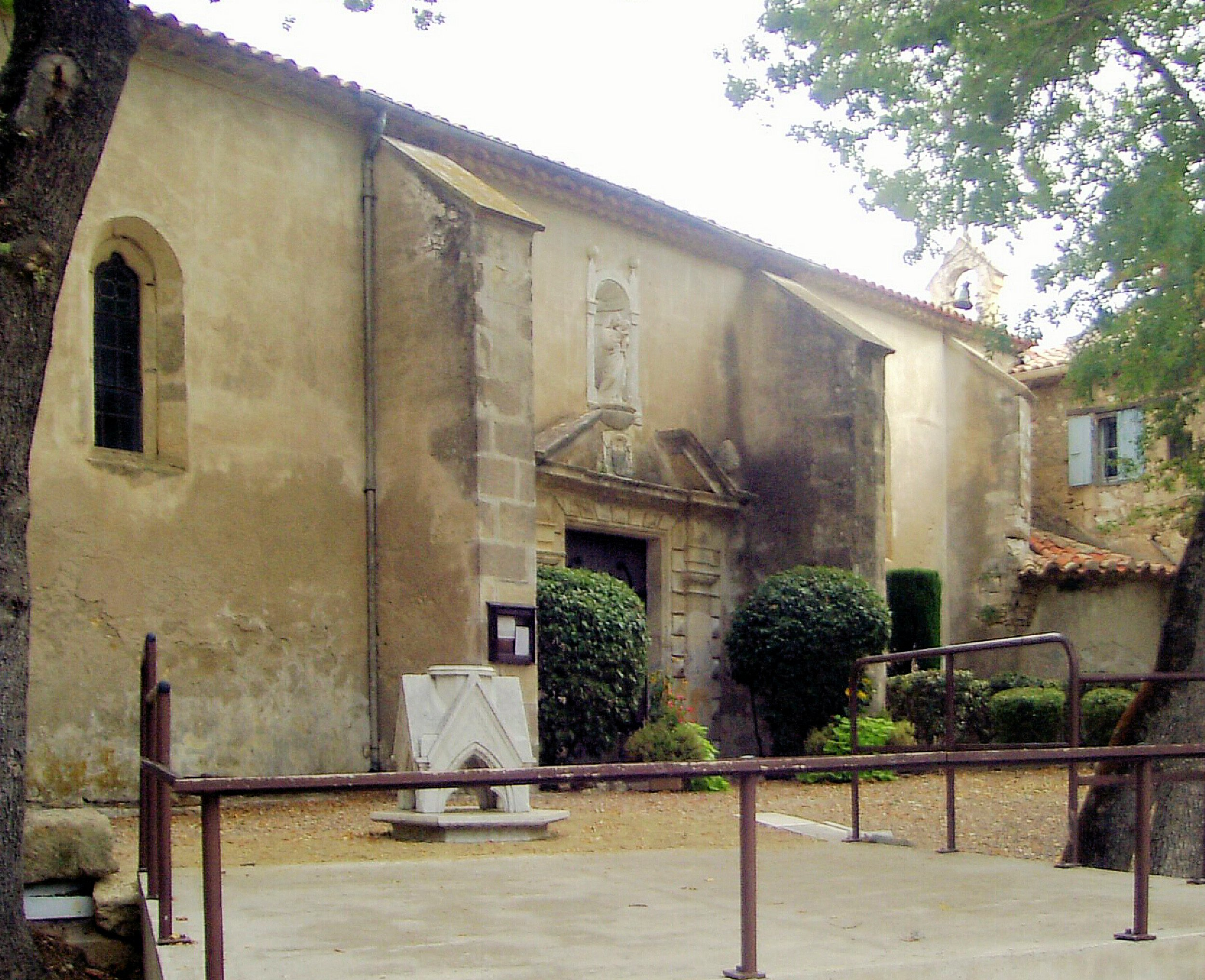
Die Kapelle Notre-Dame de Liesse, Südwestseite
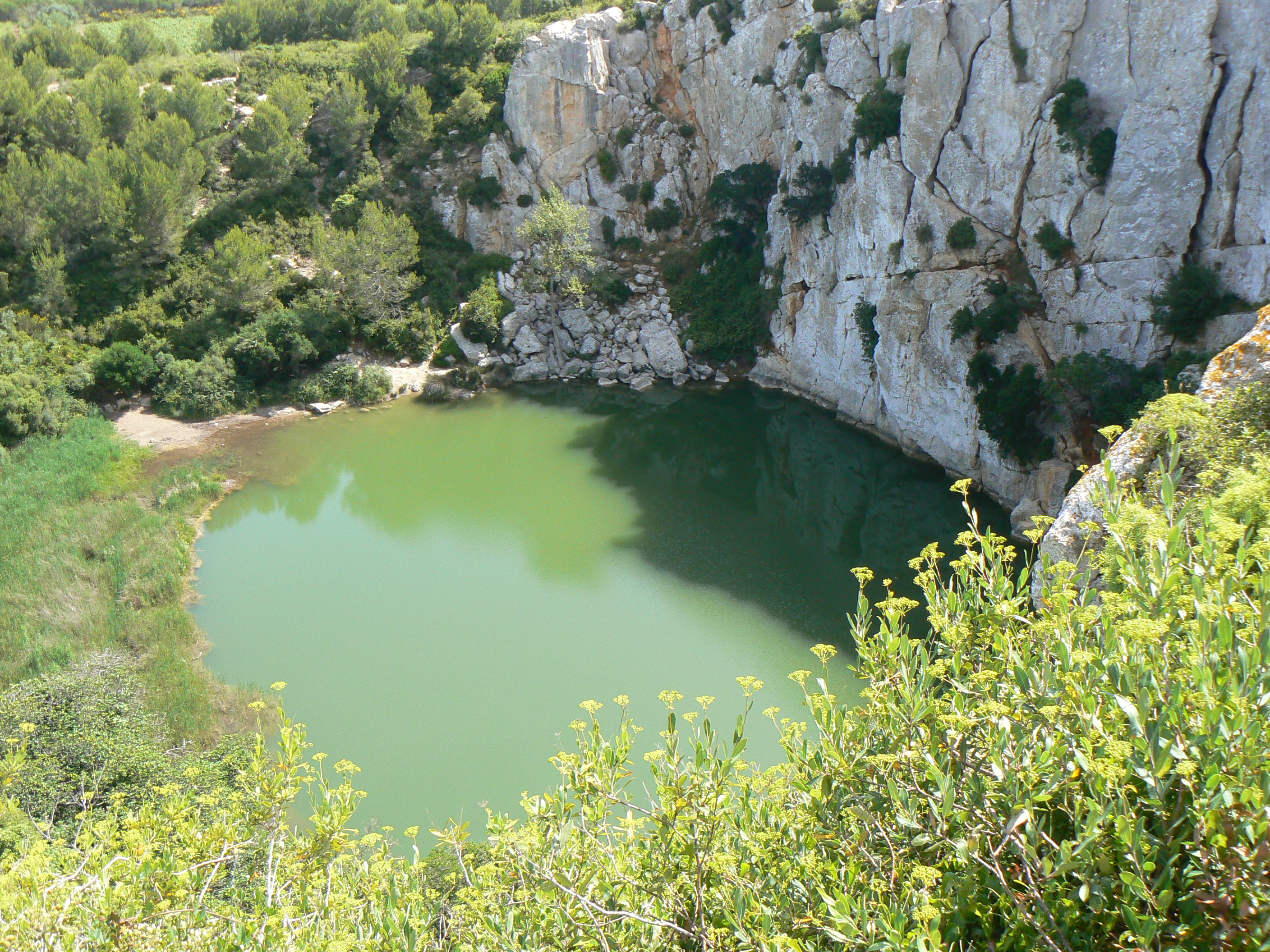
Der Gouffre de l’Œil Doux

## Persönlichkeiten
- Jean Hercule de Rosset de Rocozel (1683–1748), Baron de Pérignan (1714), Marquis de Rocozels (1724), Duc de Fleury, Pair de France (1736)